# Theo Vennemann
Theo Vennemann (Oberhausen- Sterkrade, 27 mei 1937) is een Duitse taalkundige, bekend om zijn werk op vlak van de historische taalkunde en in het bijzonder omwille van zijn betwiste theorieën over een Vascoons substraat en een Atlantisch (Semitisch) superstraat die inwerkten op de Europese talen. Hij oppert ook dat de tweede Germaanse klankverschuiving al voltooid was aan het begin van de 1e eeuw v.Chr. en niet in de 9e eeuw van onze tijdrekening, zoals algemeen wordt aangenomen. Vennemann is geboren in Oberhausen-Sterkrade en is thans professor-emeritus in de Germaanse en theoretische taalkunde, verbonden aan de Ludwig Maximilians-Universiteit in München.

## Theorieën over de voorgeschiedenis van Europese talen
Vennemanns controversiële beweringen over de voorgeschiedenis van enkele Europese talen houden de volgende stellingen in:
- In zijn Vascoonssubstraattheorie stelt hij dat een taalfamilie waaruit het Baskisch ontsproten is een substraatwerking uitoefende op verschillende Europese talen, in het bijzonder op het Germaans, Keltisch en Italisch. Vennemann beweert dat deze substraatwerking kan worden aangetoond door verschillende leenwoorden, toponiemen en structurele eigenschappen zoals klemtonen op de eerste lettergreep.
- De taalkundige oorsprong van de Oud-Europese hydronymie, die traditioneel als Indo-Europees wordt beschouwd, wordt door Venneman als Vascoons geclassificeerd.
- Talrijke toponiemen die algemeen als Indo-Europees worden beschouwd op basis van een Indo-Europees hoofdwoord zouden in plaats daarvan Pre-Indo-Europese namen zijn, aangepast aan een Indo-Europese taal door toevoeging van een suffix.
- Het Punisch, de Semitische taal die in het oude Carthago werd gesproken, heeft een superstraatwerking uitgeoefend op het Germaans. Volgens Vennemann zouden Carthagers het Noordzeegebied hebben gekoloniseerd tussen de 6e en de 3e eeuw v.Chr.. Dit zou aangetoond worden door talrijke Semitische leenwoorden in de Germaanse talen en structurele eigenschappen zoals sterke werkwoorden en overeenkomsten tussen de noordse mythologie en de Semitische mythologie. Deze theorie vervangt zijn oudere theorie van een onbekend Semitisch substraat dat hij Atlantidisch of Semitidisch noemde.

- Het Semitisch was een substraat van de Keltische talen. Dit wordt aangetoond door bepaalde structurele eigenschappen van het Keltisch, in het bijzonder het ontbreken van een externe bezitter.
- Het runenschrift is rechtstreeks afgeleid van het Fenicisch alfabet zoals dat door de Carthagers werd gebruikt, zonder tussenkomst van het Grieks alfabet.

- De eerste Germaanse klankverschuiving dateert Vennemann van de 6e tot de 3e eeuw v.Chr. Het feit dat sommige woorden, die hij als Punische leenwoorden beschouwt, aan deze klankverschuiving deel, terwijl andere woorden dit niet deden.

## Kritiek
Vennemanns boek Europa Vasconica - Europa Semitica werd gerecenseerd in Lingua door de taalkundigen Philip Baldi en B. Richard Page, die een aantal van zijn hypotheses afwezen. Ze sloten echter af door te zeggen:
We hopen met deze recensie duidelijk gemaakt te hebben dat, hoewel we het oneens zijn met een deel van wat V voorstelt, we zijn inspanningen aanmoedigen om de rol en omvang van taalcontact in de ontwikkeling van de Indo-Europese talen in Europa te herwaarderen. We blijven nieuwsgierig naar meer over deze boeiende benadering van de voorgeschiedenis van de Europese talen en Cultuur.